# مايك فلين (لاعب كرة قاعدة)
مايك فلين (بالإنجليزية: Mike Flynn)‏ هو لاعب كرة قاعدة أمريكي، ولد في 15 مايو 1872 في مقاطعة كيلدير في جمهورية أيرلندا، وتوفي في 16 يونيو 1941 في بوسطن في الولايات المتحدة.

## وصلات خارجية
- مايك فلين على موقعبيزبول رفرنس.كوم (الدوري الرئيسي) (الإنجليزية)
- مايك فلين على موقعبيزبول رفرنس.كوم (الدوري الثانوي) (الإنجليزية)